# Vannaröds slott
Vannaröds slott är ett slott i Sösdala, Norra Mellby socken i Hässleholms kommun.
Slottet uppfördes 1890, som en kopia av ett slott i Skottland. Slottet är idag restaurang.

## Historia
Slottet byggdes av friherre Christian Barnekow (1837-1916) efter vigseln 1886 med sin brors svägerska Agnes Montgomery (1849-1916), uppvuxen på Boo säteri. Slottet påstås vara en kopia av ett slott kopplat till hustruns skotska släkt, men det är inte klarlagt vilket. Hans brorson Ernst Barnekow (död 1932) ärvde slottet. Ernst var under några år gift med whiskymagnaten Johnnie Walkers sondotter Connie. 
Efter ytterligare ägarbyten köptes slottet 1952 av Sösdalaortens bygdegårdsförening, och blev därefter restaurang.